# Танець орла
«Танець орла» ((рос.)«Танец орла») — радянський художній фільм 1975 року, знятий режисером Віктором Живолубом на Свердловській кіностудії.

## Сюжет
Соціально-поетичний постановочний кінонарис. Про життя молоді сучасної Туви. На святковій вечері, яка була влаштована на честь його повернення, вся родина дивиться по телевізору трансляцію змагань з національної тувинської боротьби. У цих змаганнях беруть участь усі найсильніші борці Туви. Головний приз переможцю — найкращий скакун Республіки. Велике було здивування юнака, коли як приз він побачив свого власного скакуна «Сідогривого». Темір вирішує негайно їхати в місто і, будь-що-будь, повернути свого коня. Для досягнення поставленої мети він готовий на все навіть боротися з чемпіоном.

## У ролях
- Чоробек Думанаєв — Темір-Оол
- Нурмухан Жантурін — дід Чорбаа
- Раїса Бірі-Санаа — Зойка
- П. Чиміт — Кебер, борець, тренер
- Олена Запорожець — Інга (Інгрід)
- Іван Гаврилюк — Макарич, шахтар Черняк
- Олексій Ооржак — Ерес, борець
- Валерій Араптан — Валера, борець
- Олександр Безпалий — Рудий, шахтар, браконьєр
- Олександр Тавакай — епізод
- Ольга Єнзак — епізод
- Ч. Мортай-оол — епізод
- Х. Шожал — епізод
- Н. Тиртик-кара — епізод
- Троянда Серен-оол — епізод
- С. Хопуя — епізод
- Л. Тиртик-кара — епізод
- Д. Ооржак — епізод
- Андрій Алеєт — епізод
- Айлана Успун — епізод
- Слава Баїр — епізод
- Марина Монгуш — епізод
- Андрій Баїр — епізод
- Саяна Біче-оол — епізод
- Едік Ооржак — епізод
- Шолбан Біче-оол — епізод
- Чойган Номулдай — епізод
- Артем Карапетян — коментатор

## Знімальна група
- Режисер — Віктор Живолуб
- Сценарист — Олександр Розін
- Оператори — Геннадій Черешко, Іван Артюхов
- Композитори — Віталій Гевіксман, Д. Хуреш-оол
- Художник — Анатолій Кочуров